# Josh Rouse
Josh Rouse (* 1972 in Nebraska) ist ein US-amerikanischer Singer-Songwriter. Als Jugendlicher hörte er nach eigenen Angaben Musikbands wie The Cure oder The Smiths. Rouse erlernte daraufhin das Gitarrespielen und schrieb mit etwa 18 Jahren seinen ersten Song. Sein Repertoire lässt sich am besten in das Genre des Singer/Songwriter-Pop einordnen.
Rouse wurde sodann unter Vertrag genommen und spielte sein Debütalbum 'Dressed Up Like Nebraska' ein. Er lebte eine Weile in der Countrymetropole Nashville, wo er sich mit Kurt Wagner, Kopf der Band Lambchop, anfreundete. Gemeinsam nahmen sie die EP 'Chester' auf. Es folgten weitere Soloalben: 'Home' (2000), 'Under The Cold Blue Stars' (2002), '1972' (2003), 'Nashville' (2005) und 'Subtítulo' (2006).
Den mittlerweile von seiner Frau getrennt lebenden Rouse zog es von Nashville, Tennessee nach Valencia, Spanien, was sich auch musikalisch in seinen LPs "Subtítulo" und "El Turista" widerspiegelt.

## Diskographie

### Alben
- 1998: Dressed Up Like Nebraska
- 2000: Home
- 2002: Under Cold Blue Stars
- 2003: 1972
- 2005: Nashville
- 2006: Subtítulo
- 2007: Country Mouse, City House
- 2008: The Best of the Rykodisc Years (2 CDs)
- 2010: El Turista
- 2011: Josh Rouse And The Long Vacations
- 2013: The Happiness Waltz
- 2015: The Embers of Time
- 2018: Love in the Modern Age
- 2019: Holiday Sounds of Josh Rouse (2 CDs)
- 2022: Going Places

### EPs
- 1999: Chester (mit Kurt Wagner von Lambchop)
- 2007: She's Spanish, I'm American (mit seiner spanischen Freundin Paz Suay)
- 2010: Valencia

### Soundtracks
- 2013: La Gran Famila Espanola

## Filmographie

### DVDs
- 2004: The Smooth Sounds of Josh Rouse